# Список епізодів телесеріалу «Зоряна брама: Всесвіт»
На цій сторінці наведено список епізодів науково-фантастичного телесеріалу «Зоряна брама: Всесвіт». Серіал виходив з 2 жовтня 2009 року по 9 травня 2011. Було показано 2 сезони, що загалом налічували 40 епізодів (не рахуючи коротких вебепізодів), після чого «Всесвіт» закрили.
В Україні транслювався на телеканалі К1.

## Огляд
| Сезон | Сезон   | Кількість епізодів | Дата прем'єри                                   | Вихід на DVD (R1) |
| ----- | ------- | ------------------ | ----------------------------------------------- | ----------------- |
|       | 1 Сезон | 20                 | 2 жовтня 2009—11 червня 2010 (Телеканал Syfy)   | 5 жовтня 2010     |
|       | 2 Сезон | 20                 | 28 вересня 2010— 9 травня 2011 (Телеканал Syfy) | TBA               |

## Сезон 1
| Номер | Назва і короткий зміст | Дата прем'єри     |
| ----- | --- | ----------------- |
| 1.01  | «Повітря (Частина 1)» (англ. Air (Part 1)) Студент Ілай Воллес, граючи у відеогру, розгадав сховану в ній секретну задачу, пов'язану з дев'ятим шевроном Зоряної брами. ВПС США пропонують йому приєднатися до досліджень Зоряної брами і переносять на борт космічного корабля «Хаммонд». Коли він з ученим Ніколасем Рашем прибув на секретну базу «Ікар», спроба активувати дев'ятий шеврон провалилася. Згодом «Ікар» несподівано атакував Люшианський союз, ядро планети стало нестабільним. Аби не піддавати небезпеці Землю, Раш відкрив, цього разу вдало, Браму за дев'ятизначною адресою. В результаті персонал опинився на кораблі Древніх за мільярди світлових років від Чумацького Шляху. | 2 жовтня 2009     |
| 1.02  | «Повітря (Частина 2)» (англ. Air (Part 2)) Людям, що потрапили на «Долю» стає ясно, що системи життєзабезпечення корабля за тисячі років його існування зламалися. Раш, скориставшись комунікаційними каменями Древніх, довідався, що база «Ікар» знищена разом з Брамою, тому повернутися неможливо. Полковник Янг назначив Раша головним. Тим часом повітря швидко стає непридатним для дихання, але корабель знаходить Зоряні брами поблизу. | 2 жовтня 2009     |
| 1.03  | «Повітря (частина 3)» (англ. Air (Part 3)) Команда має 12 годин, поки корабель не полетить далі. Під керівництвом лейтенанта Скотта група людей вирушає на пошуки карбонату кальцію, необхідного для ремонту систем життєзабезпечення «Долі», та посеред пустелі знайти його непросто. | 9 жовтня 2009     |
| 1.04  | «Темрява (Частина 1)» (англ. Darkness) Енергії на кораблі лишилося дуже мало, системи «Долі» починають відмовляти одна за одною. Коли рахунок починає іти на дні до відмови життєзабезпеченя, «Доля» несподівано змінює свій курс і залітає в систему з трьох планет. Одна з них може бути придатною для життя, проте здійснивши маневр в атмосфері, корабель чомусь бере курс на зіткнення із зіркою. | 16 жовтня 2009    |
| 1.05  | «Світло (Частина 2)» (англ. Light) «Доля» прямує до зірки і змінити її курс неможливо. Екіпаж розігрує лотерею між 17-а людьми, які вмістяться в шаттл і висадяться на одній з планет системи. Однак жодна з планет не є придатною для життя, а на «Долі» вимикається все більше обладнання. | 23 жовтня 2009    |
| 1.06  | «Вода» (англ. Water) Корабельні запаси води загадковим чином зменшуються. Згодом відкрився доступ на крижану планету, де команда повинна набрати води, щоб поповнити резервуар. Проте біля самої Брами крига повна небезпечних речовин, двоє дослідників змушені шукати кращої в хуртовину. На кораблі в цей час помічено дивну хмарку, подібну на рій комах. | 30 жовтня 2009    |
| 1.07  | «Земля» (англ. Earth) Янг, Ілай і Хлоя використовують Комунікаційні камені для зв'язку з Землею. Тимчасово Телфорд приймає командування на себе, а на Землі Вілльямс і O'Нілл інформують посланців з «Долі» про потенційно небезпечний план, який може повернути команду назад на Землю. | 6 листопада 2009  |
| 1.08  | «Час» (англ. Time) На покритій джунглями планеті знайдено пристрій КІНО, де записане життя екіпажу «Долі», який спочатку хворіє, а потім гине від нападу місцевих істот. Однак, відвернути захворювання виявляється неможливо, оскільки його причина знаходиться у воді, взятій на іншій планеті. Слід терміново знайти ліки, поки не почалися смерті. | 13 листопада 2009 |
| 1.09  | «Життя» (англ. Life) На кораблі відшукано крісло, яке може завантажувати знання безпосередньо в мозок, але також може становити смертельну небезпеку. Лейтенант Скотт і Камілла, користуючись каменями, провідують своїх коханих на Землі та дізнаються про них неприємні речі. | 20 листопада 2009 |
| 1.10  | «Правосуддя» (англ. Justice) Один з членів команди знайдений застреленим. Полковник Янг, на якого падають підозри, складає з себе повноваження на користь Камілли Рей. Тим часом Рашу вдається отримати доступ до крісла Древніх, але ніхто не згідний ним скористатися. | 4 грудня 2009     |
| 1.11  | «Космос» (англ. Space) Використовуючи комунікаційні камені, Янг раптом опинився в тілі іншопланетянина. Після того як «Доля» вийшла з надсвітлової швидкості, поруч опинився той самий корабель, на якому побував Янг. Прибульці відповідають атакою і викрадають Хлою прямо з «Долі». В полоні іншопланетян виявився і Раш, покинутий Янгом після сварки на вірну смерть. | 2 квітня 2010     |
| 1.12  | «Розділення» (англ. Divided) Хлою і Ніколаса Раша мучать нічні кошмари, вони впевнені, що іншопланетяни слідкують за кораблем. Цивільний персонал на борту «Долі» приходить до рішення, що вони більше не зобов'язані підкорятися наказам військових. Після цього їм доводиться забарикадуватися, щоб захистити себе від силового впливу. | 9 квітня 2010     |
| 1.13  | «Віра» (англ. Faith) «Доля» зупинилася біля зірки з планетою, яких немає в базі даних, Раш припускає, що ця зоряна система створена штучно. Єдина планета, схожа на Землю, не має Зоряної брами, тому на неї відправляють команду на шаттлі. Там вдається поповнити запаси їжі та ліків. Коли шаттл виявляє величезний обеліск, частина екіпажу вирішує залишитися на цій планеті і чекати допомоги від її творців. | 16 квітня 2010    |
| 1.14  | «Людина» (англ. Human) Ніколас Раш скористався кріслом з нейральним інтерфейсом і тепер змушений переживати заново важкі моменти свого життя. У спогадах з'являється його смертельно хвора дружина Глорія Раш і доктор Деніел Джексон. Одночасно Скотт, Грір, Ілай і Хлоя вирушають на дослідження планети з великою кількістю руїн. Спустившись в підземний тунель, команда опиняється в пастці через обвал, не встигаючи повернутися на «Долю». | 23 квітня 2010    |
| 1.15  | «Загублені» (англ. Lost) Грір опинився під купою каменів, Ілай, Хлоя і Скотт змушені визнати його загиблим. Вони вибираються з тунелю і вирушають через Зоряну браму на наступну планету, намагаючись наздогнати «Долю», яка скоро покине галактику. Гріру вдається врятуватися, але він не може відкрити Браму без набірного пристрою і тепер тільки сподівається, що друзі повернуться за ним. Він згадує дитинство з жорстоким батьком-ветераном і люблячою матір'ю. | 30 квітня 2010    |
| 1.16  | «Саботаж» (англ. Sabotage) Скоро «Доля», не долетівши до наступної галактики, вийде з надсвітлової швидкості і почне дрейф. Раш викликає на борт за допомогою комунікаційних каменів експерта з гіпердвигунів Аманду Перрі. Коли корабель виходить з надсвітлової швидкості через вибух двигуна, Ілаю, Хлої і Скотту вдається повернуться на борт крізь Зоряну браму. | 7 травня 2010     |
| 1.17  | «Біль» (англ. Pain) Команда почала бачити галюцинації власних страхів. ТіДжей ізолює захворілих і намагається знайти причину захворювання, якими виявляються кліщі на тілі хворих. Хвороба поступово поширюється, наражаючи на небезпеку життя членів екіпажу. Хвора Хлоя, побачивши видіння свого загиблого батька, не хоче лікуватися. | 14 травня 2010    |
| 1.18  | «Диверсія» (англ. Subversion) Раш бачить уві сні як Телфорд шпигує для Люшианського союзу через залишкові спогади після використання комунікаційних каменів, коли він змінювався з Телфордом свідомістю. Раш і Полковник Янг розробляють план перехитрити ворогів. Ніколас Раш на Землі видає себе за Телфорда, але Люшианський союз викриває його і викрадає. Раш тепер повинен допомогти їм відкрити дев'ятий шеврон Зоряної брами ще раз. | 21 травня 2010    |
| 1.19  | «Вторгнення (Частина 1)» (англ. Incursion (Part 1)) На борту викрито зрадника, який попереджає про скорий напад Люшианського союзу на «Долю». Земні сили атакують планету, з якої почнеться атака, але командор Ківа з Люшианского союзу встигає захопити «Долю» і бере в заручники частину екіпажу корабля. Оскільки планета відправки втрачена, обидві сторони не можуть повернутися. | 4 червня 2010     |
| 1.20  | «Вторгнення (Частина 2)» (англ. Incursion (Part 2)) Екіпаж «Долі» домовився віддати частину корабля загарбникам, проте має план повернути контроль над судном. Щоб задум вдався, потрібно здійснити вилазку за борт у космос. | 11 червня 2010    |

## Сезон 2
| Номер | Назва і короткий зміст | Дата прем'єри     |
| ----- | --- | ----------------- |
| 2.01  | «Вторгнення (Частина 3)» (англ. Intervention (Part 3)) Космічна радіація загрожує вивести з ладу корабель і вбити всіх на борту, а протистояння між землянами і Люшианським союзом триває. Частину людей висаджують на пустельну планету. | 28 вересня 2010   |
| 2.02  | «Наслідки» (англ. Aftermath) Раш знайшов місток «Долі» і доступ до управління всіма системами, але нікому не говорить про це. Побачивши, що «Доля» пролітає поруч з якоюсь планетою, він виводить корабель з надсвітлової швидкості. Зоряна брама планети неробоча, а запаси їжі та води наближаються до кінця. Посланий туди шаттл зазнав аварії і має лише кілька годин поки «Доля» не стане недосяжною. | 5 жовтня 2010     |
| 2.03  | «Пробудження» (англ. Awakenings) «Доля» виявила корабель схожого з нею дизайну, який дрейфує в космосі, і стикується з ним. Призначивши Раша і Ілая вивчати дані, полковник Янг відправляє команду на розвідку. Судно виявляється одним з установників Зоряних брам, причому його енергії може вистачити для відкриття Брами на Землю. Але під час передачі енергії на борту цього корабля екіпаж виявляє іншопланетян — урсіні. | 12 жовтня 2010    |
| 2.04  | «Патоген» (англ. Pathogen) Ілай відвідує хвору матір в лікарні і, не стримавшись, розповідає про Зоряну браму та «Долю». Однак вона йому не вірить. Хлоя в цей час стала замкнутою, а її рана надиво швидко загоїлася. Під час чергової зупинки корабля команда підозрює, що Раш щось приховує. | 19 жовтня 2010    |
| 2.05  | «Кловердейл» (англ. Cloverdale) При огляді планети лейтенант Скотт заразився спорами, через які бачить ілюзорний світ, де весь екіпаж «Долі» — звичайні «цивільні», що живуть в містечку Кловердейл на Землі. Доставляти Скотта на корабель не можна, а ліки виявляються в крові Хлої, зараженої іншопланетним патогеном. | 26 жовтня 2010    |
| 2.06  | «Проби і помилки» (англ. Trial and Error) Полковник Янг став бачити видіння, де «Долю» знищують іншопланетяни, які раніше взяли в полон доктора Раша і Хлою. Впевнений у можливості такого результату, він наказує вченим привести в порядок озброєння корабля, а команді — бути готовою. Пізніше Янг зізнається Рей в тому, що побоюється власного божевілля. Але коли «Доля» виходить з надсвітлової швидкості, Раш і Ілай починають підозрювати, що видіння полковника можуть стати ключем до управління навігаційними системами корабля. | 2 листопада 2010  |
| 2.07  | «Добрі наміри» (англ. The Greater Good) «Доля» стикається з пошкодженим кораблем. Раш сподівається знайти на кораблі щось цінне і з Янгом вирушає на судно. Потрапивши всередину, вони виявляють порожні контейнери, такі ж, які вони бачили на установнику Брам. Як тільки Раш отримує доступ до життєвого забезпечення і управління енергією, двигуни корабля раптово включаються, і корабель відлітає геть від «Долі». Не бажаючи нікому говорити, що у нього є доступ до управління кораблем, Раш оголошує, що він працює над програмою, яка дозволить включати двигуни «Долі». За допомогою Раша Перрі вдається підвести «Долю» назад до несправного корабля. Раш відкриває, що розгадав місію «Долі» — пошук джерела штучного реліктового випромінювання. | 9 листопада 2010  |
| 2.08  | «Злий намір» (англ. Malice) Раш виявив Гінн мертвою і береться за розслідування. З'ясовується, що Гінн використовувала комунікаційні камені, щоб обмінятися тілами з Амандою Перрі та передати на Землю попередження про атаку Люшианського союзу. Симеон, який єдиний міг її вбити, бере Парк в заручниці і змушує Волкера відкрити Зоряну браму, щоб втекти. Раш вирушає за ним і рятує заручницю, оголошуючи полювання на втікача. Разом з тим, Командування Зоряної брами на Землі підозрює, що Симеон володіє цінною інформацією, і наказує лишити його живим. Янг повинен повернути Симеона перш, ніж той вб'є Раша або загине сам. | 16 листопада 2010 |
| 2.09  | «Візит» (англ. Visitation) До «Долі» прибув повністю відремонтований шаттл з людьми, залишеними на планеті в іншій галактиці. Вони стверджують, що заснули в зламаному шаттлі на планеті, а прокинулися вже поруч із «Долею». Побоюючись пастки іншопланетян, екіпаж ставиться до прибулих з підозрою. Під гіпнозом гості згадують як всі загинули на планеті і починають так само один за одним гинути на борту «Долі». | 23 листопада 2010 |
| 2.10  | «Відродження» (англ. Resurgence) Запеленгувавши незвичайний сигнал, Раш домагається дозволу Янга відхилитися від курсу і дослідити його джерело. Вони виявляють безліч уламків кораблів, Ілай створює комп'ютерну модель битви і в підсумку приходить до висновку, що серед уламків досі перебувають нападники. Серед поля бою активовуються бойові дрони і атакують «Долю». У розпал бою на допомогу приходить установник Брам з Телфордом і урсіні на борту, вже знайомими з дронами. | 30 листопада 2010 |
| 2.11  | «Вердикт» (англ. Deliverance) Щоб допомогти в бою поти дронів, Хлоя викликала ворожих прибульців з попередньої галактики. Заглушивши сигнал флагмана, вдалося здобути перемогу. Урсіні дізналися, що їхня планета знищена дронами, але їх сигнал був перехоплений і скоро прилетить друга хвиля. Поки є час, Ілай пропонує вивчати один із деактивованих дронів. Прибульці з попередньої галактики отримують допомогу від «Долі», і виліковують взамін Хлою. Коли надходить друга хвиля дронів, Ілай перепрограмовує захоплений безпілотник. | 7 березня 2011    |
| 2.12  | «Подвійні долі» (англ. Twin Destinies) На «Долю» надходить сигнал з шаттла, на якому знаходиться другий Раш. Він запевняє, що є Рашем з майбутнього і прибув, аби переконати екіпаж не робити фатальної помилки. Ніхто, включаючи молодшого двійника, йому не вірить. З'ясовується, що Ілай з майбутнього знайшов спосіб набрати адресу Землі під час підзарядки корабля від зірки, але «Доля» втратила щит і двигуни, почавши падіння. Хоч на Землю змогли вирушити всі, Раш залишився і дізнався, що насправді врятувався один Телфорд. Екіпаж домовляється не повторювати помилки, але друга «Доля» з майбутнього може послужити джерелом запчастин, поки не розвалилася остаточно.                                                                          | 14 березня 2011   |
| 2.13  | «Союзи» (англ. Alliances) Щоб підтвердити думку Раша про місію «Долі», із Землі через комунікаійні камені прибуває доктор Ковел, який ніколи не сприймав всерйоз цінність знань Древніх. Разом з ним на «Долю» переміщається сенатор Майклс, яка повинна оцінити майбутній потенціал місії. На Землі в цей час готуються до нападу Люшианського союзу. | 21 березня 2011   |
| 2.14  | «Надія» (англ. Hope) Під час чергування на комунікаційних каменях з'являється Гінн, яку задушив Симеон, і та зайняла тіло Хлої та тримається за цей шанс вижити. Оскільки вона вже фактично мертва, захоплене тіло починає переживати агонію. Потім з'являється і Аманда. Тим часом ТіДжей діагностує у Волкера останню стадію ниркової недостатності, для пересадки нирки підходить лише Грір. Раш пробує скористатися базою даних Древніх через крісло. | 28 березня 2011   |
| 2.15  | «Захоплення» (англ. Seizure) На Землі підшукують планету, де вистачить енергії знову відкрити Зоряну браму на «Долю». Але про те саме думає і Люшианський союз, який, можливо, вже заслав свого агента в Командування Зоряної брами. Сенатор Вулсі хитрістю змушує потрібних людей потрапити через комунікаційні камені на «Долю» й скористатися цим для активації Брами. Доктор Раш, який успішно підключився до крісла, в цей час застряг в симуляції корабля, яку створила Аманда Перрі. | 4 квітня 2011     |
| 2.16  | «Полювання» (англ. The Hunt) Під час дослідження планети на загін напала невідома істота, яка потягла за собою Тамару і капрала Рейнолдса. Їх пошуки розтягуються на багато годин. Раш, Ілай і Броді знаходять на «Долі» каюти зі стазисними камерами. | 11 квітня 2011    |
| 2.17  | «Спільне походження» (англ. Common Descent) Експедиція виявляє людей, які переконані, що їх цивілізація — Новус — була заснована дві тисячі років тому екіпажем «Долі». Проте кілька десятиліть тому зв'язок з батьківщиною перервався, а «Доля» цілком може туди долетіти. Несподівано нападають дрони і виводять Зоряну браму з ладу. | 18 квітня 2011    |
| 2.18  | «Епілог» (англ. Epilogue) Повернувши поселенців на їх рідну планету, земляни виявляють, що Новус безлюдний і скоро буде зруйнований тектонічними зрушеннями. У підземному сховищі екіпаж «Долі» знаходить історію цивілізації та розгадує таємницю зникнення людей. | 25 квітня 2011    |
| 2.19  | «Блокада» (англ. Blockade) Дрони не дають «Долі» підзарядитися від зірки, якось визначаючи місцерозташування корабля. Раш припускає, що дрони відслідковують активації Зоряної брами. Екіпаж змушений підзарядити «Долю» від небезпечно масивної зірки. Поки частина людей лишається на борту в скафандрах, решта евакуюються на планету, покриту руїнами, дуже схожими на бачені на Новусі. | 2 травня 2011     |
| 2.20  | «Виклик» (англ. Gauntlet) Дрони заблокували доступ до всіх Зоряних брам в галактиці на курсі, прокладеному установниками Брам. Припасів вистачить на місяць, а народ планети, придатної для відкриття дев'ятого шеврона, не згідний допомагати після провалу плану Вулсі. Екіпаж вирішує прийняти бій чи ховатися. Оптимальним виходом приймається скористатися камерами стазису і заснути в них на три роки. Однак всім місця не вистачить — вісім камер пошкоджені. Щоб дістати метали для ремонту доводиться пожертвувати шаттлом. Тепер не вистачає тільки одного місця. | 9 травня 2011     |